# Fortune Online
Fortune Online — компьютерная игра в жанре многопользовательской онлайн игры (BBMMORPG). Разрабатывается компанией Gazillion Entertainment. На территории России и стран СНГ локализацией и издательством игры занимается компания Акелла Онлайн. Игра будет распространяться бесплатно, с возможностью покупки дополнительного контента во внутриигровом магазине (Free-to-play). Открытое бета-тестирование началось 12 сентября 2011 года.
Действие игры происходит в реальном времени, персонажи и NPC в игре полноценно анимированы. Механика Fortune Online основана на механике игры Diablo, изданной компанией Blizzard в 1996 году, а в разработке принимает участие Дэвид Бревик — руководитель, дизайнер и ведущий программист проектов Diablo и Diablo II.
На Конференции Разработчиков Игр 2011 (КРИ 2011) Fortune Online получила награду «Лучшая зарубежная игра КРИ 2011».

## Сюжет
Действие игры происходит в фэнтези-мире Аларос, страдающем от нашествия орд жестоких монстров. Монстрам противостоят драконы, их союзники Поклявшиеся и герои-персонажи игры.

## Игровой процесс

Игрок видит мир в изометрической проекции, камера постоянно центрирована на персонаже и перемещается вместе с ним, показывая игровой мир вокруг. Большую часть игры составляют одиночные и групповые схватки с монстрами. Для вступления в схватку игроку требуется только выбрать мышкой противника и, по необходимости, нажимать кнопки 1-10 на клавиатуре для использования спецприёмов. Обычные удары по выбранному врагу персонаж наносит самостоятельно.

### Классы
Пока в игре представлено только 2 класса — Воин и Защитник. Информация о классе Маг есть, но сам класс в игре пока не появился. Ожидается анонс ещё одного, не известного пока класса.
Каждый класс обладает уникальной системой применения скилов.
Все классы жёстко привязаны к полу персонажа: Воины — мужчины, Защитники — женщины.
'Воин' (англ. Warrior) — как правило, самый выносливый и живучий персонаж. Комбинируя различные атаки, воины накапливают энергию ярости, которую можно потратить на усиленные удары, боевые кличи (англ. War Cry) и другие спецприёмы.
'Защитник' (англ. Guardian) — защитник в Fortune online соответствует классическому архетипу боевого жреца. Эти персонажи менее выносливы, чем воины, и наносят меньший урон, зато обладают способностью лечить и усиливать себя и своих союзников а также ослаблять врагов. Применяя одновременно несколько рун, Защитники могут добиваться дополнительных магических эффектов.
'Маг' (англ. Wizard) — предположительно будет наименее выносливым персонажем, обладающим наиболее развитыми и разнообразными магичискими способностями, нацеленными на нанесение урона и контроль над боевой ситуацией (crowd control).

### Подземелья
Сражения с монстрами происходят в подземельях-инстансах. Уровень монстров в инстансе подстраивается под уровни игроков.

### Энергия
Каждый персонаж в игре обладает определённым запасом энергии, которая расходуется на многие действия и восстанавливается при определённых обстоятельствах. Если энергии на действие не хватает, то произвести это действие нельзя. По состоянию на 20 марта 2011 года в американской бете приняты следующие расценки:
- Максимум энергии: 1000 ед.
- Вход в подземелье: — 50 ед.
- Взятие квеста: −110 ед.
- Отмена взятого квеста: +110 ед.
- Создание камня дракона: −25 ед.
- Разрушение камня дракона: −25 ед.
- Получение нового уровня: +25 ед.
- Один час, проведённый в офлайне: +48 ед.
- Зелье Энергии восстанавливает +500 ед.